# Astalor
Astalor (лат.) — род одиночных ос (Eumeninae).

## Описание
От близких родов ос отличается следующими признаками: в переднем крыле вторая возвратная жилка интерстициальная; субмаргинальная ячейка II стеблевидная. Средние голени с одной шпорой. Переднее крыло с первой и второй возвратными жилками, исходящими в субмаргинальной ячейке II.

## Классификация
В мировой фауне известно 2 вида, оба в Афротропике (Южная Африка).
- Astalor insalubris Giordani Soika, 1989[5]
- Astalor maidli (von Schultheß, 1925)